# Camisia segnis
Camisia segnis är en kvalsterart som först beskrevs av Hermann 1804.  Camisia segnis ingår i släktet Camisia och familjen Camisiidae. Inga underarter finns listade.